# Sony Pictures Home Entertainment
Sony Pictures Home Entertainment — американський дистриб'ютор фільмів, підрозділ Sony Pictures Entertainment, дочірньої компанії Sony Group Corporation. Розповсюджує фільми, випущені для домашнього використання.

## Історія
Компанію було засновано в червні 1978 року в Бербанку, штат Каліфорнія, як Columbia Pictures Home Entertainment , і в листопаді 1979 року випустила 20 фільмів. У березні 1981 року компанія змінила назву на RCA/Columbia Pictures International Video після того, як Columbia заснувала спільне підприємство з RCA. З моменту заснування Tri-Star Pictures компанія стала одним із трьох найбільших дистриб'юторів домашньої продукції Tri-Star. Також займалася розповсюдженням фільмів інших студій, в т.ч більшість кінопродукцій New Line Cinema.
У серпні 1991 року General Electric продала 50 % своїх акцій корпорації Sony, після чого RCA / Columbia була перейменована Sony in Columbia TriStar Home Video. У квітні 2001 року компанія змінила назву на Columbia TriStar Home Entertainment, яку вона залишала до листопада 2004 року, коли її перейменували на Sony Pictures Home Entertainment.